# ДНК-полимераза альфа
ДНК-полимераза альфа или ДНК-полимераза α — эукариотический ферментативный комплекс, который участвует в репликации ДНК. ДНК-полимераза α является частью комплекса из четырёх субъединиц, две из которых представляют собой собственно полимеразу (POLA1, POLA2), а две — эукариотическую праймазу (PRIM1 и PRIM2).
У полимеразы α небольшая процессивность и нет 3′-5′-экзонуклеазной активности, необходимой для исправления ошибок. Она плохо подходит для быстрого и точного простраивания больших фрагментов (в отличие от полимераз дельта и эпсилон). Поэтому
главная функция комплекса ДНК-полимераза α — праймаза состоит в синтезе фрагментов Оказаки при репликации отстающей нити, а также при инициации репликации ведущей нити. Это единственный фермент эукариот, который может начать синтез ДНК de novo. Комплекс полимеразы α состоит из четырёх субъединиц: каталитической субъединицы POLA1, регуляторной субъединицы POLA2, которая может фосфорилироваться, а также малой и большой праймазных субъединиц PRIM1 и PRIM2. Сначала происходит посадка праймазы, которая синтезирует короткий РНК-праймер из ~ 12 нуклеотидов. Важная роль в этом процессе принадлежит С-концевому домену малой субъединицы. Затем на ДНК садится полимеразный домен, который удлиняет праймер ещё на ещё ~20 дезоксинуклеотидов. Таким образом образуется характерный для эукариот гибридный РНК-ДНК-праймер.